# NAVID
NAVID（ナビド、1986年11月16日 - ）は、大韓民国・ソウル出身の シンガーソングライター、コラムニスト。

## 概要
2007年、「2007MBC大学歌謡祭」にオリジナル曲『夢（モン）』で出場し、本選での入賞をきっかけに本格的な音楽活動をスタート。
2009年、2人組のユニット「NAVID」を結成。1stアルバム「ハル（一日）」をリリース。10月には渋谷音楽祭に韓国のシンガーとして初めての招待を受け参加。
2010年、2ndアルバム「Tell Me The World」を発売。ボーカル、作詞・作曲だけでなく、世界各地の地震・戦争・飢餓・難民をテーマとした自作のイラストをアルバムジャケットに採用し注目された。また、このアルバムからユニット名「NAVID」名義のままソロ活動を開始した。9月には自ら作詞した韓国女子サッカーの応援ソング「My Hero」を発売、10月には東京でのミニコンサート、および初のファンミーティングを開催。
2011年、オリジナル・シングル曲『サンサンイビョル（想像離別）』を6月に、続けて7月に『Runway』のを発売。また、PBCラジオ「音楽のある夕方風景」でDJを担当。ソウル総合日刊紙「アジア・トゥデイ」紙に、11月18日から2012年11月30日までの1年間、文化コラム『ナビドのカルチャー・インサイト』を寄稿。
2012年1月、シングル『The Bridge Of Color』を発表。韓中修交20周年を記念し、中国随一の民間舞踊団「小白露」と旅愁エキスポで合同公演を開催。また、5月〜9月は中国プロモーションを展開し、11月には中国の成都と綿羊で招待を受けて公演した。
2012年12月、日本におけるデビュー・シングル『Little Butterfly』を発表、ネット配信を開始。
現在、日本・韓国・中国を行き来しながらライブ活動中。

## ディスコグラフィー
- 2009年6月、1stアルバム「ハル（一日）」
- 2010年6月、2ndアルバム「Tell Me The World」
- 2011年6月、シングル『サンサンイビョル（想像離別）』
- 2011年7月、シングル『Runway』
- 2012年1月、シングル『The Bridge Of Color』
- 2012年12月、日本デビュー・シングル『Little Butterfly』

### その他の参加作品
- 2007年、「2007MBC大学歌謡祭」『夢（モン）』作曲・作詞・歌
- 2008年、「Project H.O.P.E（The First）」3曲の作詞・歌
- 2010年9月、「ナビドwithファイティング・ダディー」『My Hero』作詞・歌

## メディア
- 「音楽のある夕方風景」DJ  [PBCラジオ] 2011年〜2012年
- 「名作スキャンダル」[KBS1] パネル出演 2011年〜2012年

## コラム
- 文化コラム『ナビドのカルチャー・インサイト』寄稿（「アジア・トゥデイ」紙）2011年1月18日-2012年11月30日